# Гришков Віталій Олександрович
Гришков Віталій Олександрович (нар. 1956) — український кінооператор, документаліст. Член Національної спілки кінематографістів України.

## Біографія
Народився 20 травня 1956 р. в м. Каховка Херсонська область.
Закінчив Київський державний інститут театрального мистецтва ім. І.Карпенка-Карого (1979).
Проживає у Києві, на даний момент працює оператором на телеканалі БТБ.

## Фільмографія
Зняв на студії «Укркінохроніка» фільми:
- «Во ім'я» (1992),
- «Благовість» (1996, у співавт.),
- «33-й, свідчення очевидців» (1989),
- «Нечуй» (1987),
- «Грані Гріна» (1989),
- «Інше життя, або втеча з того світу» (2006, другий оператор).